# 岳南鉄道7000形電車
岳南鉄道7000形電車（がくなんてつどう7000がたでんしゃ）は、1997年（平成9年）に登場した岳南鉄道の通勤形電車である。2013年（平成25年）からは岳南鉄道から鉄道事業を引き継いだ岳南電車が運用している。
本項では、2002年（平成14年）に登場した2両編成タイプの岳南鉄道8000形電車についても記述する。

## 概要
7000形は老朽化した5000系の置き換えと旅客車両のワンマン化のため、1996年及び1997年に京王電鉄から3000系の中間電動車3両を譲り受け、京王重機整備にて車体両端への運転台設置を初めとした各種工事を行った車両である。
8000形は7000形の導入後も予備車として残存していた5000系の置き換えのために2002年に京王3000系の中間車2両を譲り受け、京王重機整備にて改造の上導入された電車である。7000形とは異なり、制御電動車1両と制御車1両からなる2両編成を組んでいる。

## 導入の経緯
岳南鉄道では貨物輸送量の激減により、鉄道事業再構築の一環として旅客車のワンマン化を計画していたが、当時在籍していた5000系（旧・初代東急5000系）は車体の腐食と機器の老朽化が目立っていた。新たに車両を新造する財源が無かったため中古車両を探すこととなり、1996年4月に京王3000系を導入することとなった。京王3000系の中間電動車であるデハ3100形は他の電動車とユニットを組まない1M方式を採用していた。このため両運転台化改造を施した場合に単行運転が可能であり、ワンマン化を計画していた岳南鉄道の意向に沿う仕様の車両だった。

## 形式別概説

### 7000形
京王3000系の中間車はMM'ユニット方式のデハ3000形・デハ3050形と1M式のデハ3100形がある。7000形に改造する際はこのうちデハ3100形が種車となっている。デハ3100形は1971年から京王井の頭線の5両編成化のために製造された中間電動車で、車体は京王3000系と同様のオールステンレス鋼製全長18.5m広幅車体とし、扉も片側3扉両開きを採用した。
| 7003号運転台（2023年4月） |  | 側面行先表示板（2023年4月） |
| 7003号運転台（2023年4月） |  | 側面行先表示板（2023年4月） |

岳南鉄道への譲渡に際して、車体両端の窓1つ分を撤去し、その部分に種車である京王3000系に準じた形状のFRPのカバーを取り付けた運転室及び機器を新設した。運転台設備や尾灯は京王初代5000系のものを使用している。前面から乗務員室扉までの部分はインターナショナルオレンジで塗装し、窓下に白帯を配した。また、側面の窓枠下にはインターナショナルオレンジの帯を入れた。屋根上に上昇用手摺と足掛けを新設したほか、ロンテックスによる絶縁処理を施した。車内においては座席と床材を更新した。
岳南鉄道の車両として初めて冷房装置を搭載したが、床下には冷房用発電機の設置スペースがないため代わりに静止形インバータ（SIV）を設置した。このほか、自動列車停止装置（ATS）・緊急列車停止装置（EB）・デッドマン装置およびワンマン運転対応機器が設置された。なお、7002号・7003号の2両のみ、ジャンパ線により総括連結運転ができるようになっている。また、3両全車の側面行先表示機は撤去されている。
1996年12月5日に7001号が竣工し翌1997年3月8日より営業を開始した。同年12月22日には7002号・7003号も竣工して3両が出揃い、5000系は定期運用から離脱した。その後5000系は5002Fが予備車として残っていたが、後継の8000形によって置き換えられている。

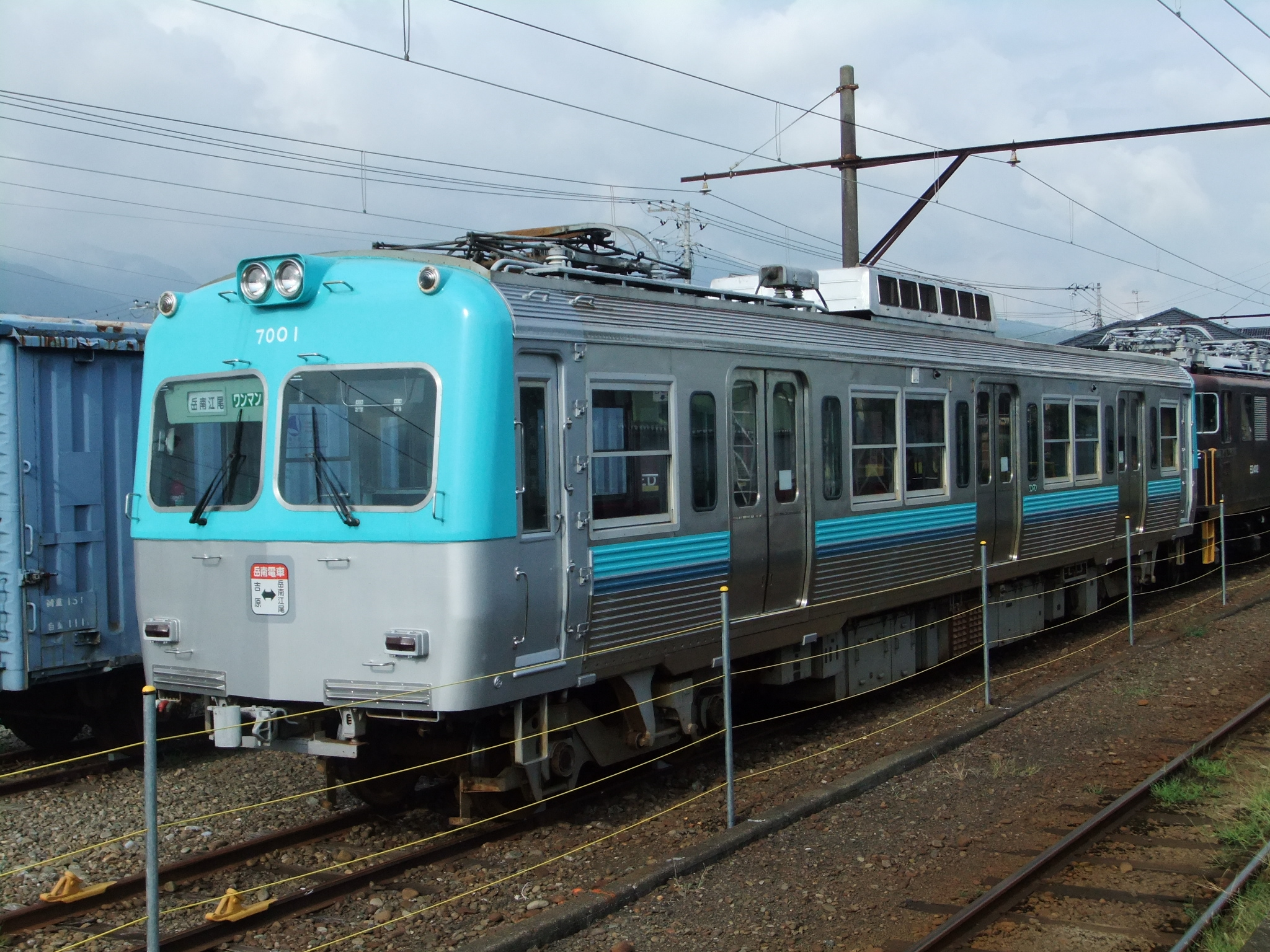
塗装変更後の7001号（2016年8月）

2016年3月20日、7001号の塗装が京王井の頭線時代と同様のブルーグリーンに変更され、運用を開始した。正面下部の行先表示器はステッカーでの再現となっている。
2018年7月14日、引退が決定した7002号が岳南富士岡駅構内の車庫で展示され、同年11月に新車両の9000形に置き換えられて廃車となった。岳南電車関係者の話では、「7000型の中でも走行距離が一番長く、9000系の導入に伴って部品取り車にした」事である。2023年4月時点では岳南富士岡駅構内の「がくてつ機関車ひろば」に展示されている。
7002号の引退以降、季節ラッピングは7003号が担当している。
7001号については、2021年に同社が「吉原駅での運転体験」を目的として実施したクラウドファンディングにより、お色直しの資金を捻出することが可能となったことから、翌2022年初頭にかけて再塗装を実施。2022年4月より実際に運転体験に使用されている。

### 8000形
| 8000形（2019年1月） |  | 塗装変更後（2023年4月） |
| 8000形（2019年1月） |  | 塗装変更後（2023年4月） |

| 車内 |  | 運転台後ろの車椅子スペース |  | 8101号運転台 |
| 車内 |  | 運転台後ろの車椅子スペース |  | 8101号運転台 |

定期運用から離脱したものの予備車として残っていた5000系を置き換えるため、2002年に登場した。2両編成1本のみの在籍。同年11月16日に運転を開始した。
7000形と同様、京王3000系を京王重機整備で改造のうえ導入しているが、部品供給の関係で運転台機器は京王6000系（1次車・6001F - 6006F・抵抗制御）の廃車発生品を使用し、岳南鉄道では唯一のワンハンドルマスコンとなっている。運転台化改造の工法も若干変更され、運転席後ろの窓が連結面の小型窓の発生品に変更となっている。また、種車の製造時期の違いから空調機器などで車両によって違いがある。同社で初めて車椅子スペースが設置され、バリアフリーに対応した車両となっている。7000形同様に側面行先表示機は撤去されている。
7000形との識別のために塗装は緑となり、公募により「がくちゃんかぐや富士」と愛称が付けられた。愛称の由来は、同社の愛称である「がくちゃん」と、沿線が竹取物語発祥の地であることから同作登場人物の「かぐや」、富士市の「富士」にちなむ。主にラッシュ時輸送やイベント列車に使用され、昼間など運用されない時は岳南江尾駅構内に留置されている。
2022年11月に従来の緑から5000系電車の復刻カラーであるインターナショナルオレンジに塗装が変更された。

## 車体装飾

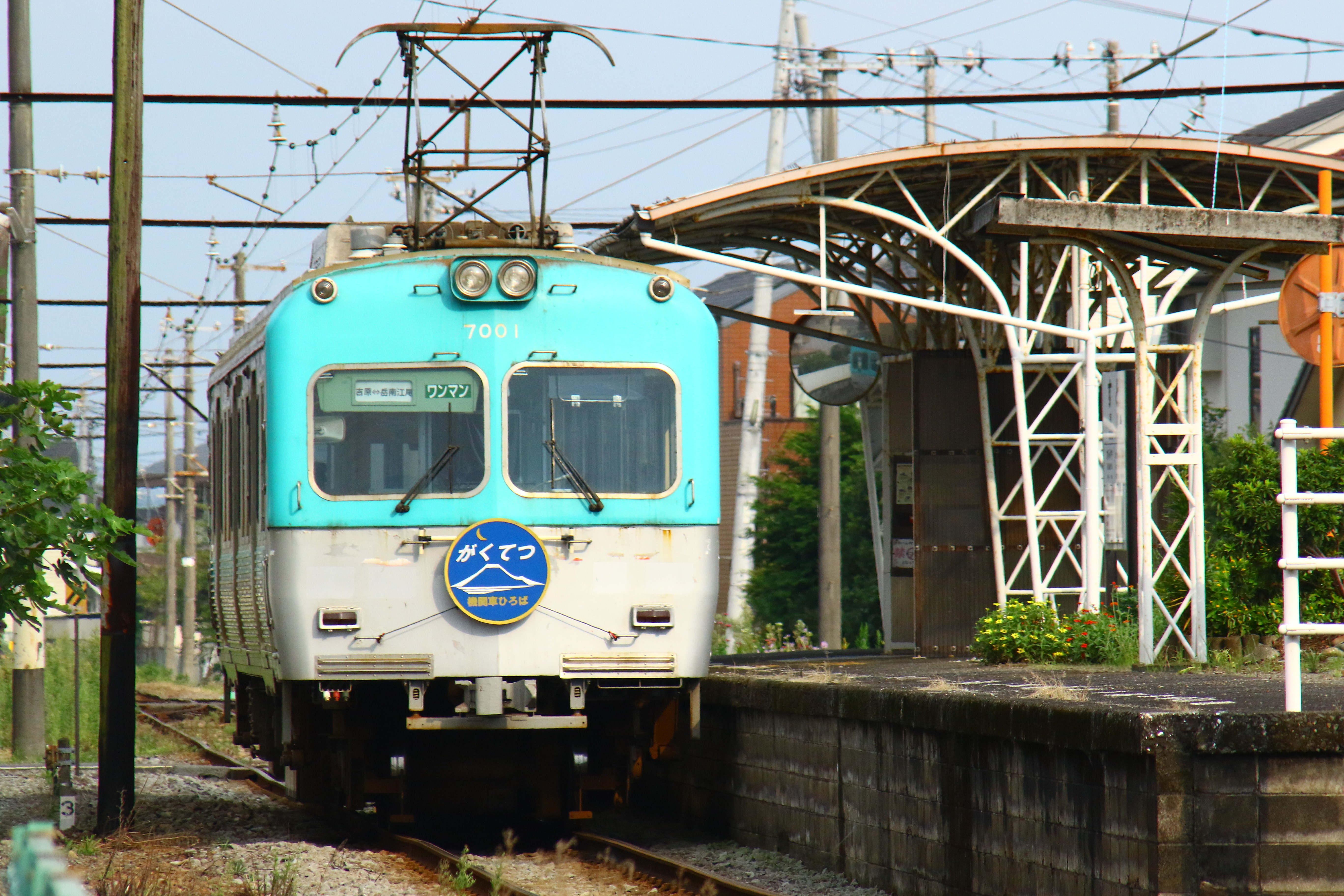
7001 がくてつ機関車ひろばヘッドマーク(2021年)
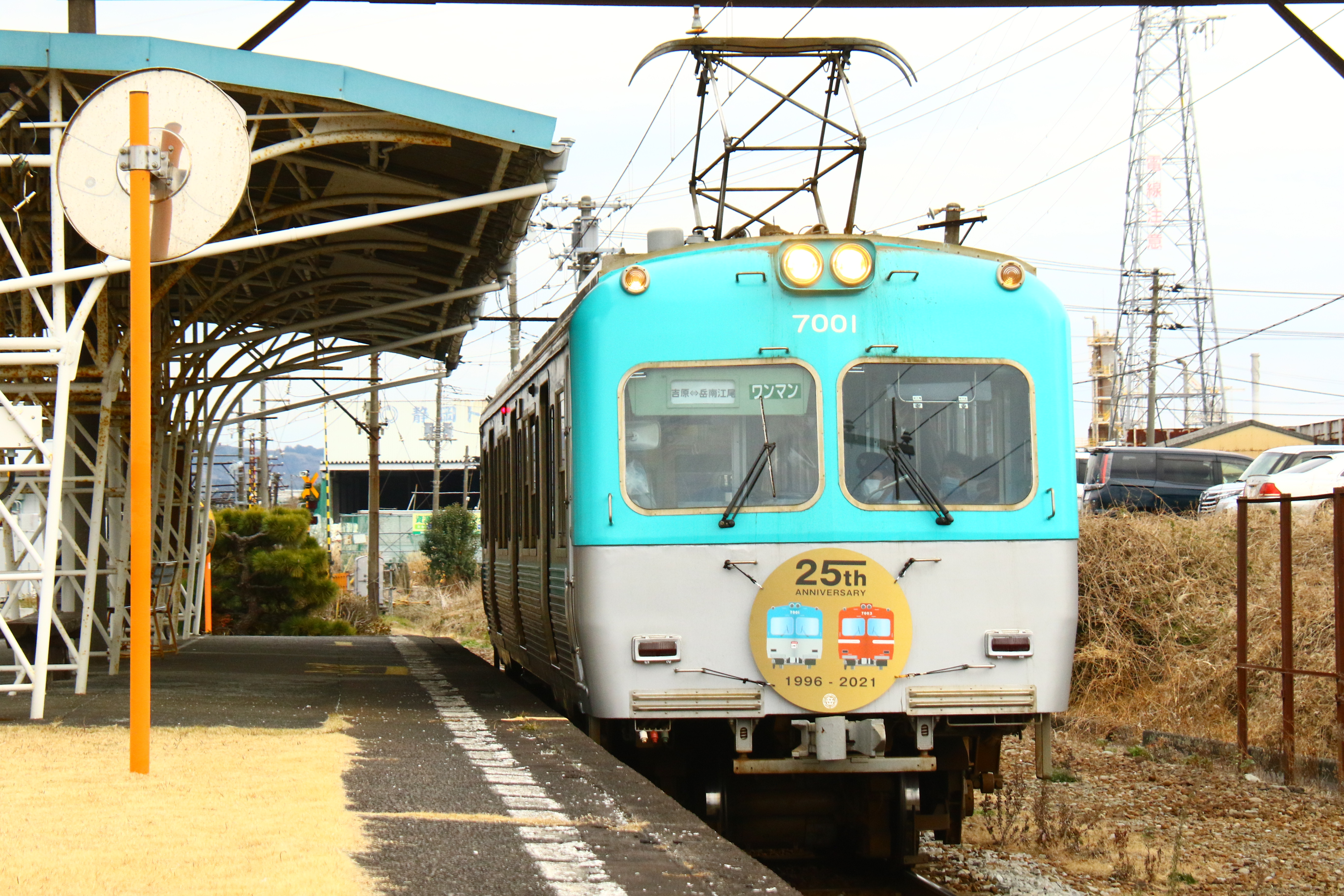
7001 7000形導入25周年ヘッドマーク
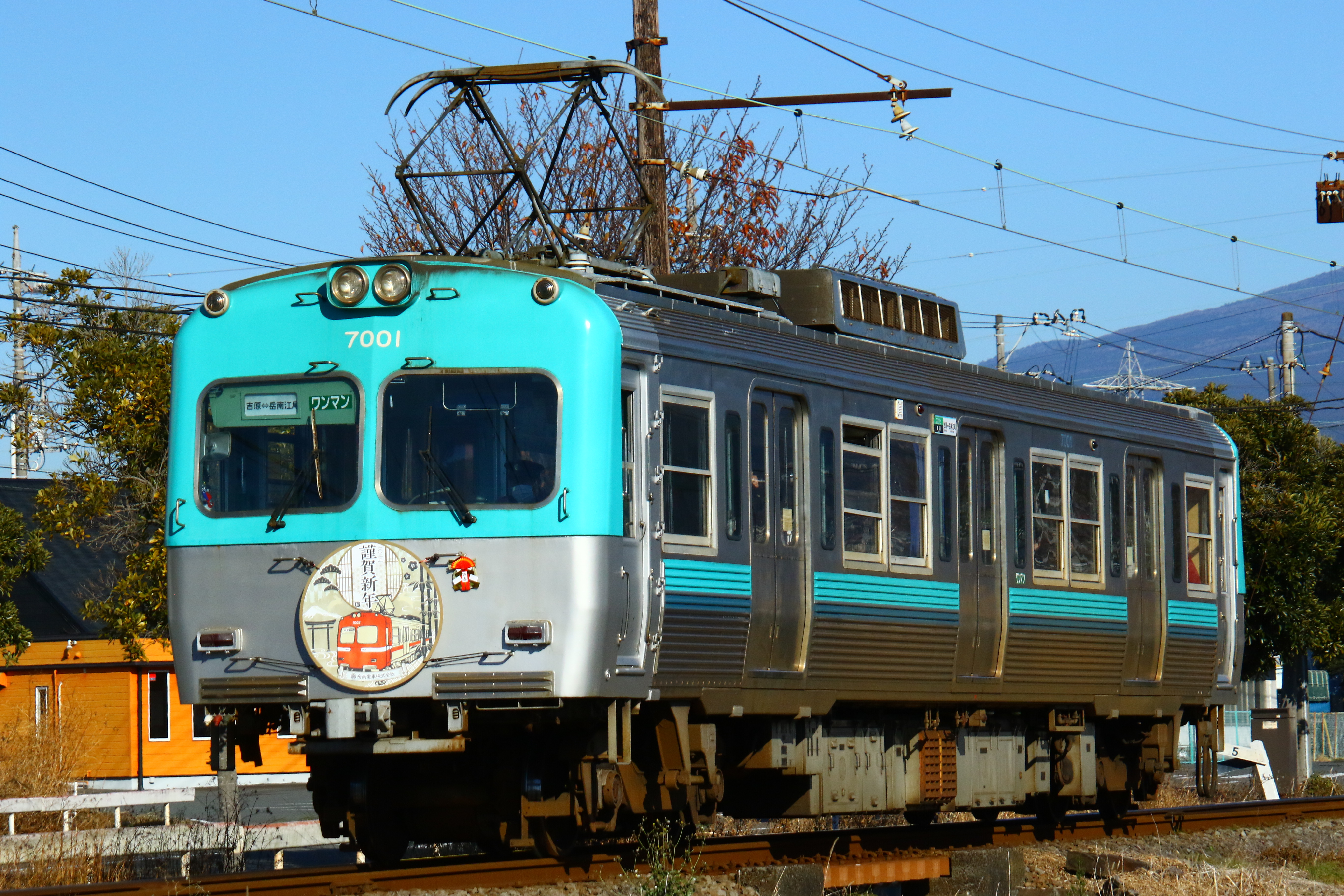
7001 謹賀新年2023ヘッドマーク
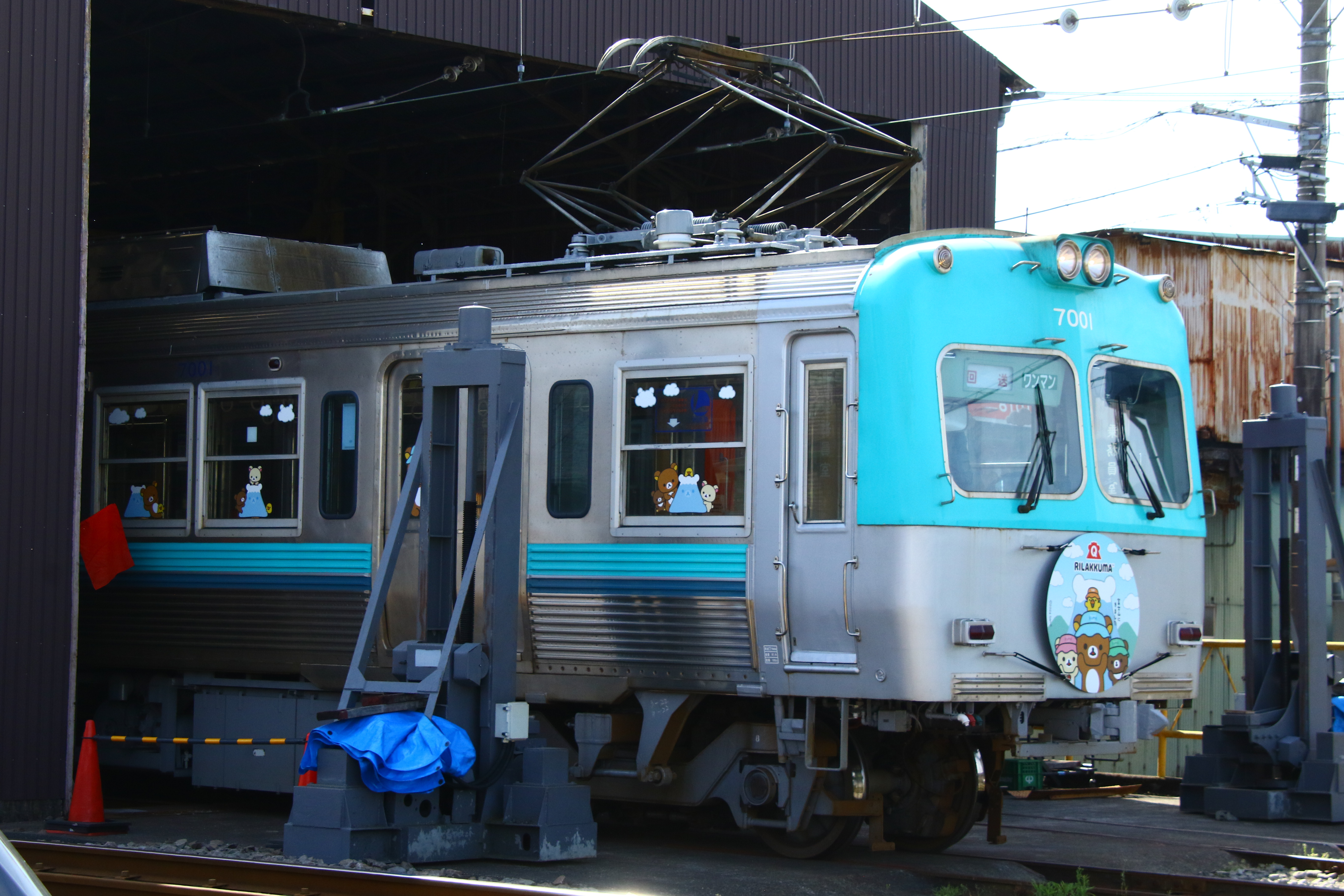
7001 リラックマコラボラッピング(2024年)
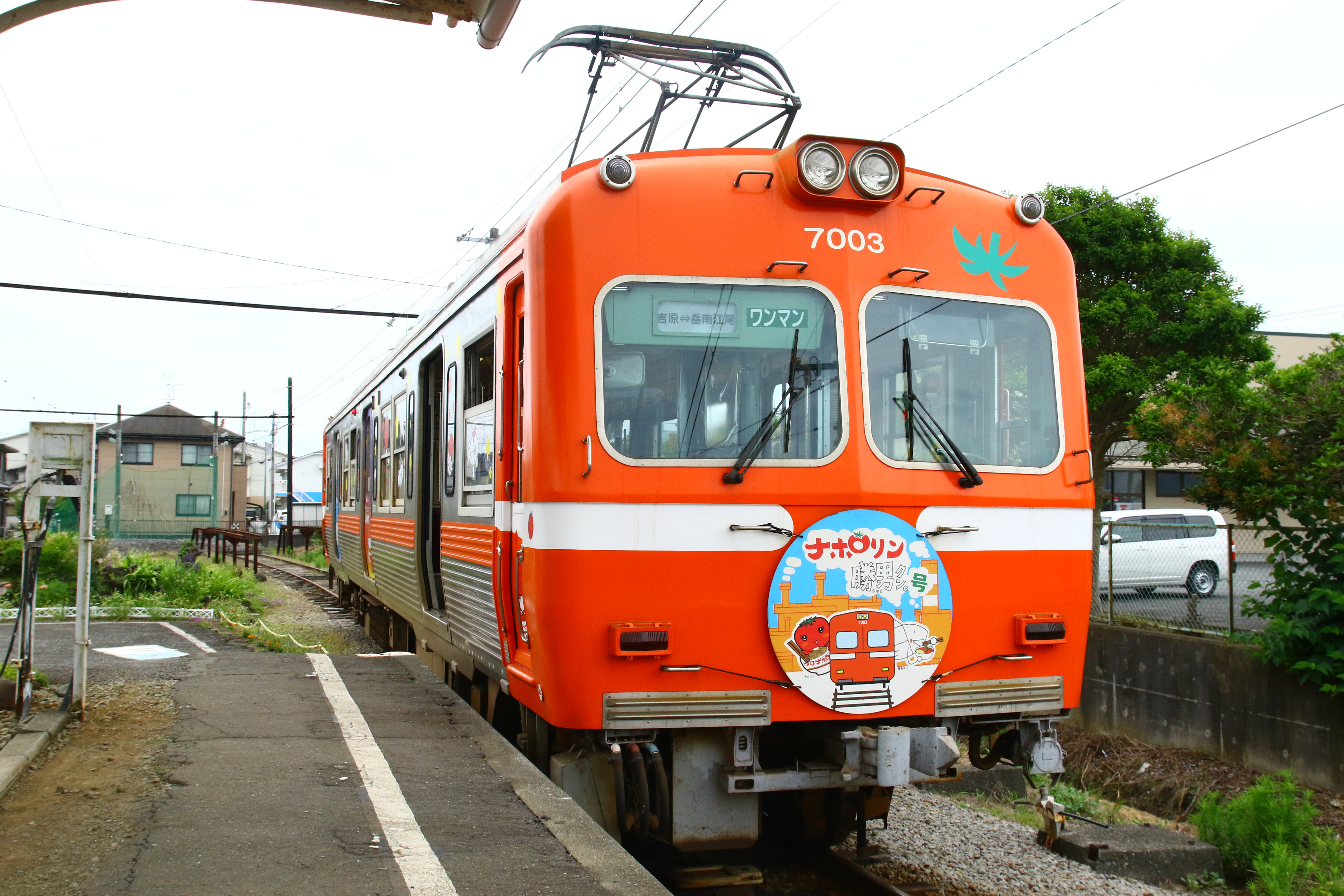
7003 ナポリタン勝男くん号(2021年)
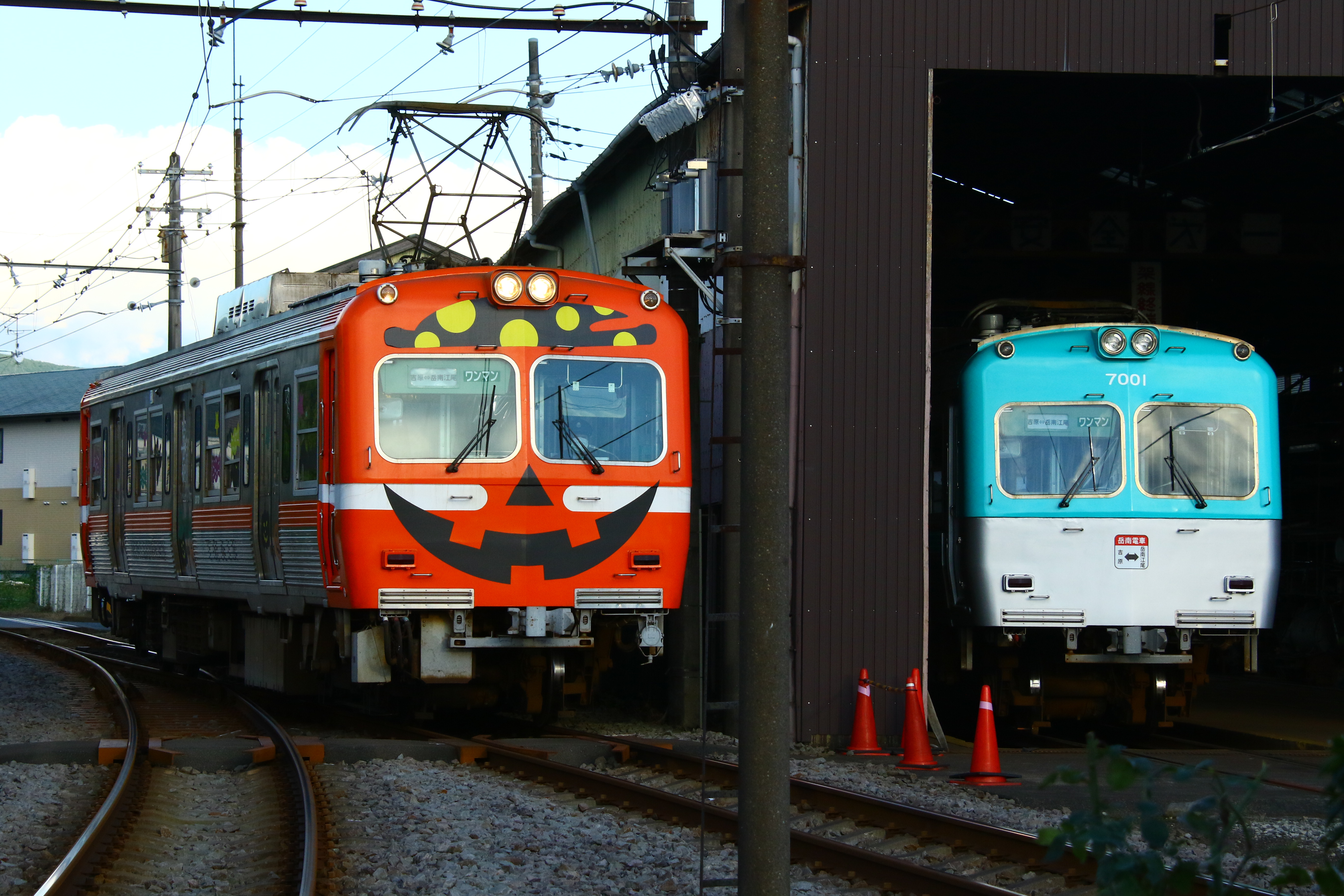
7003 ハロウィン電車(2021年)
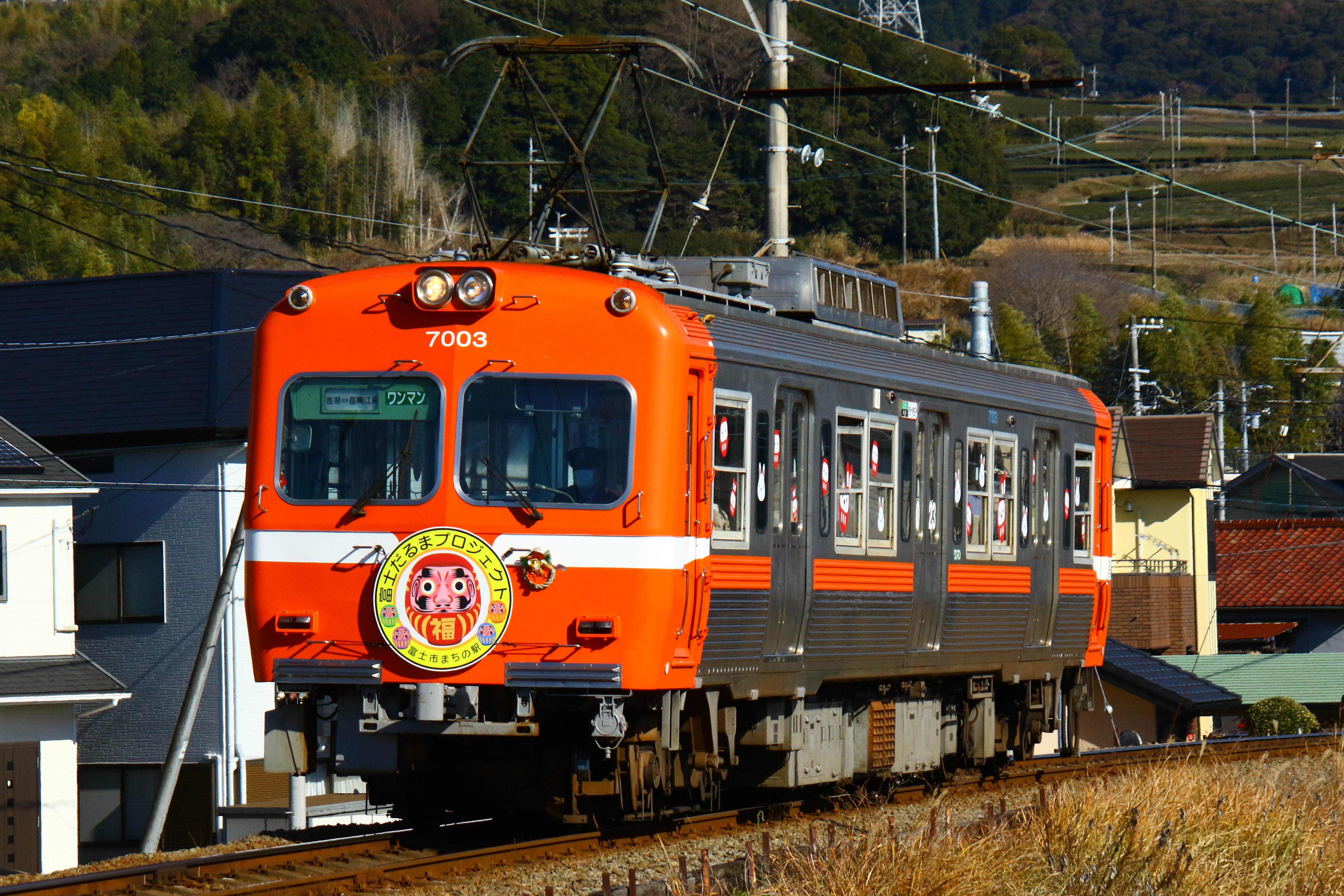
7003 富士だるまプロジェクト(2023年)
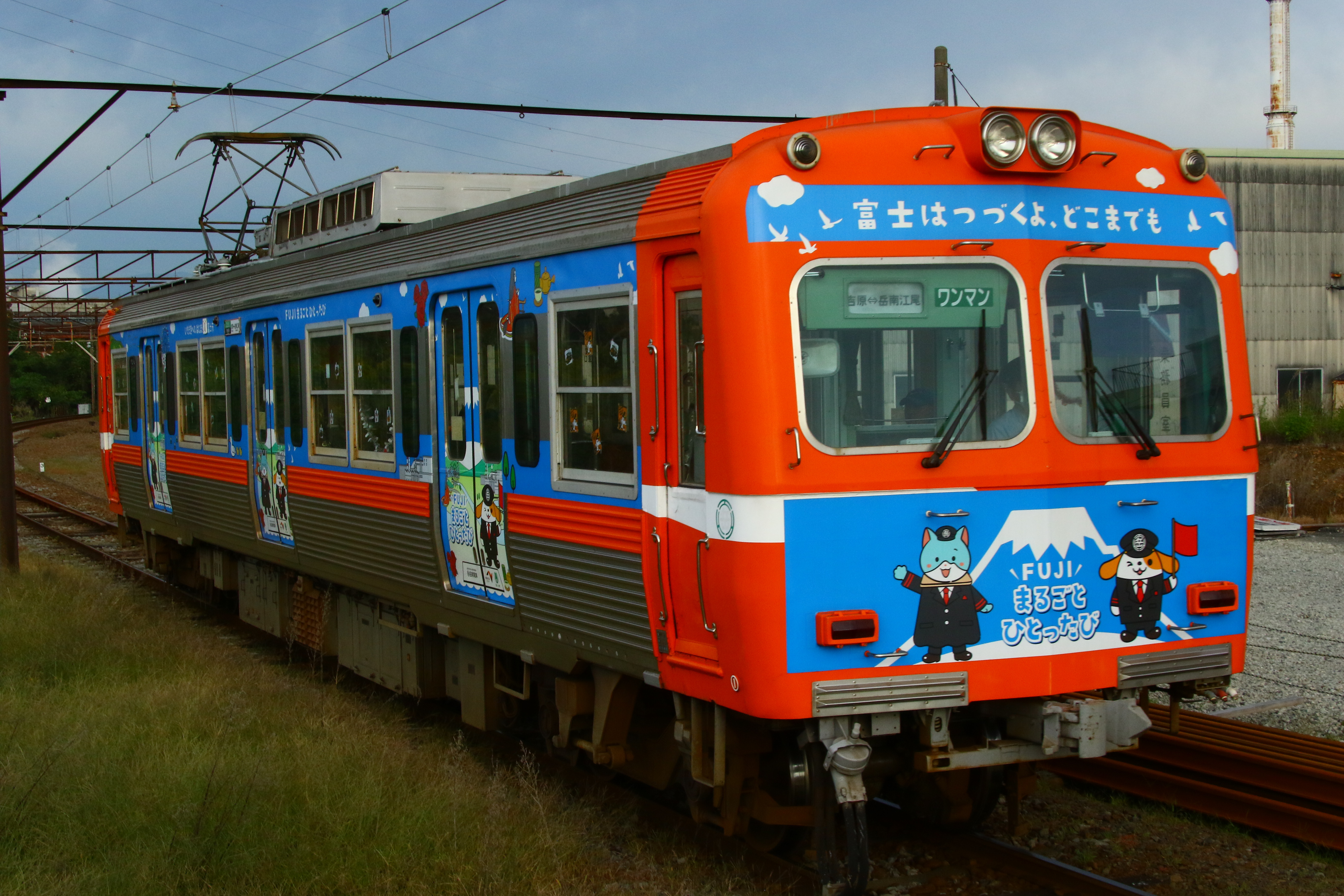
7003 みちまるくん×さもにゃんコラボラッピング(2023年)

## 車両一覧
| 車両番号 | 京王時代の車両番号 | 竣工年月日     | 廃車年月   | 車両番号 | 京王時代の車両番号 | 竣工年月   |
| -------- | ------------------ | -------------- | ---------- | -------- | ------------------ | ---------- |
| モハ7001 | デハ3103           | 1996年12月5日  | -          | モハ8001 | デハ3110           | 2002年11月 |
| モハ7002 | デハ3101           | 1997年12月22日 | 2018年11月 | クハ8101 | デハ3060           | 2002年11月 |
| モハ7003 | デハ3102           | 1997年12月22日 | -          |          |                    |            |